# Google雲端平台
Google云端平台（英語：Google Cloud Platform，简称为GCP）是一系列由Google提供的云计算服务，在运行Google搜索和YouTube的服务器上提供基础设施服务、平台服务及无服务器计算环境。除了提供管理工具外，Google云端平台还提供了一系列模块化云服务，包括：云计算、数据存储、数据分析及机器学习等。為北美4大雲端服務提供者（CSP）之一。用户注册账号时需要提供信用卡或银行账号支付信息。
2008年4月，Google发布了应用程序引擎，同时也是其旗下首款云端计算服务，为开发者提供位于Google数据中心的网页应用开发及托管服务。2011年11月，应用程序引擎于正式向大众开放。自其发布以来，Google为云端平台添加了多款服务。
2019年，李嘉誠基金會運用Google雲端平台的圖像辨認技術，協助處理超過43,000宗「應急錢」計劃的申請。

## 产品
Google旗下的云端计算品牌共有超过90种产品（页面存档备份，存于）。

## 外部連結
- 官方网站
- Google雲端平台的Facebook專頁
- Google Cloud香港的Facebook專頁
- Google Cloud台灣的Facebook專頁
- Google Cloud日本的Facebook專頁